# إبراهيم الدعجاني

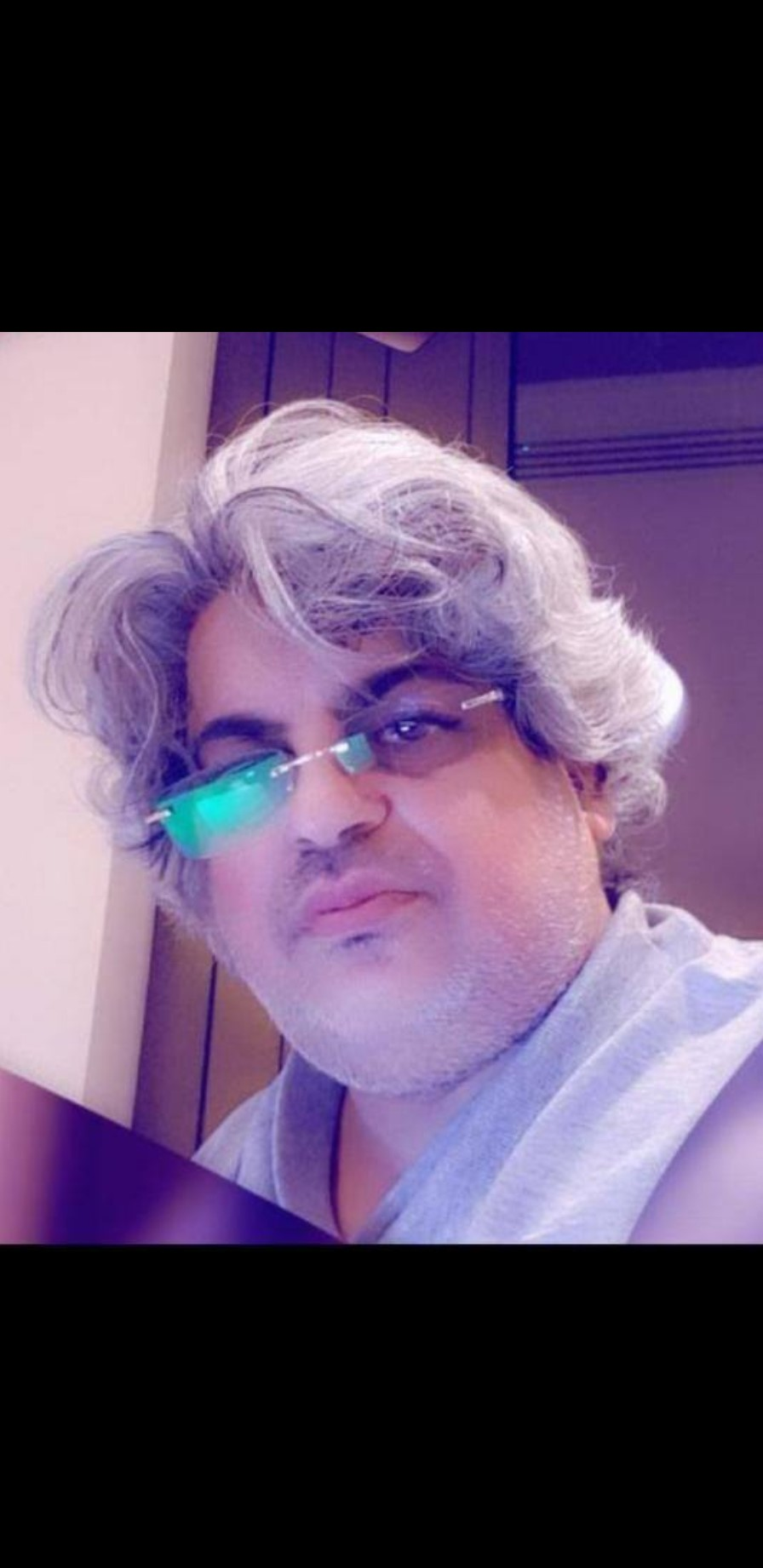

إبراهيم الدعجاني هو شاعر وروائي وقاص سعودي من مواليد مدينة جدة، المملكة العربية السعودية.

## نشاطه العلمي والأدبي
له أبحاث وأوراق علمية أكاديمية عديدة باللغتين العربية والإنجليزية في عدد من الصحف والمجلات المتخصصة. مزج بين القصة والرواية وكتب الشعر العمودي، والتفعيلة والنثر.

### أعماله الأدبية
- فلا تقل لهما أف:[1] مجموعة قصصية عن بر الوالدين، الكتاب يحتوي على قسمين: القسم الأول قصص قصيرة جاءت تحت العناوين الآتية: وبالوالدين إحسانا، وقل ربي ارحمهما كما ربياني صغيراً، وعدد آخر من القصص، أما القسم الثاني فهي من ترجمة الكاتب عن القصص العالمية منها: الطاسة الخشبية للكاتبة أوشا بنزال وذات العين الواحدة قصة كورية حقيقية لم يرد فيها اسم المؤلف، إضافة إلى إضاءات من قصص التأريخ الإسلامي للتأكيد على أن بر الوالدين قاعدة شرعية وإنسانية مقررة من زمن قديم ومعتمد في كافة دول العالم.[2]
- التاجر بهراني: رواية قصيرة.[3]
- ديوان رثاء الوالدين في الشعر العربي المعاصر، دار بدائل، مصر، 2019.
- ديوان (بعضٌ مني) دار الحازمي للنشر، السعودية 2019
- ديوان (محضُ فراغ)، دار بدائل، مصر.
- ديوان (سطوع بلا قاع) دار الحازمي للنشر 2021